# Army Bay
Army Bay  est une banlieue côtière du nord de la cité d’ Auckland, située dans l’île du Nord de la Nouvelle-Zélande. 

## Situation
Elle est localisée sur la péninsule de Whangaparaoa à environ 47 kilomètres (par la route) au  nord du centre de la cité.
Elle est nommée d’après la zone de la Forces de défenses de la Nouvelle-Zélande située au nord du parc régional Shakespear (en).
La zone militaire fut utilisée comme installation de quarantaine pour les néo-zélandais et les personnes originaires des îles du Pacifique évacuées à partir du secteur de Wuhan en Chine durant la pandémie de COVID-19 en février 2020.

## Démographie
Army Bay avait une population de 1 566 résidents lors du recensement de 2008 en Nouvelle-Zélande, en augmentation de 156 personnes (soit 11,1 %) depuis celui de recensement de 2013 en Nouvelle-Zélande, et une augmentation de 282 personnes ( soit 22,0 %) depuis le  recensement de 2006 en Nouvelle-Zélande. 
Il y avait 561 logements. 
On notait la présence de 777 hommes et 786 femmes donnant ainsi un sexe-ratio de 0,99 homme  pour une femme. 
L’âge médian était de 42,9 ans avec 306 personnes (soit 19,5 %) âgées de moins de 15 ans, 243 personnes (soit 15,5 %) âgées de 15 à 29 ans, 726 personnes (soit 46,4 %) âgées de 30 à 64 ans, et 291 personnes (soit 18,6 %) âgées de 65 ans ou plus.
L’éthnicité était pour 91,4 % européens/Pākehā, 8,0 % māori, 3,3  % personnes du Pacifique, 5,0 % Asiatiques, et 2,5 % d’une autre  ethnicité  (le total fait plus de 100 % dans la mesure où une personne peut être issue de multiples ethnicités).
La proportion de personnes nées outre-mer était de 34,1 %, comparée avec les 27,1 % au niveau national.
Bien que certaines personnes refusent à donner leur religion, 55,9 % disent n’avoir aucune religion, 32,0 % étaient chrétiens, et 3,8 % avaient une autre religions.
Parmi ceux-ci, plus de 15 ans, 303 personnes (soit 24,0 %) avaient une licence ou un degré supérieur et 153 personnes (soit 12,1 %) , n’avaient aucune qualification formelle. 
Le revenu médian était de 38,000 $. 
Le statut d’emploi de ceux de plus de 15 ans était pour 618 personnes (soit 49,0 %) employés à plein temps, pour 219 personnes (soit 17,4 %) employés à temps partiel et 39 personnes (soit 3,1 %) étaient sans emploi.